# Niels Kadritzke

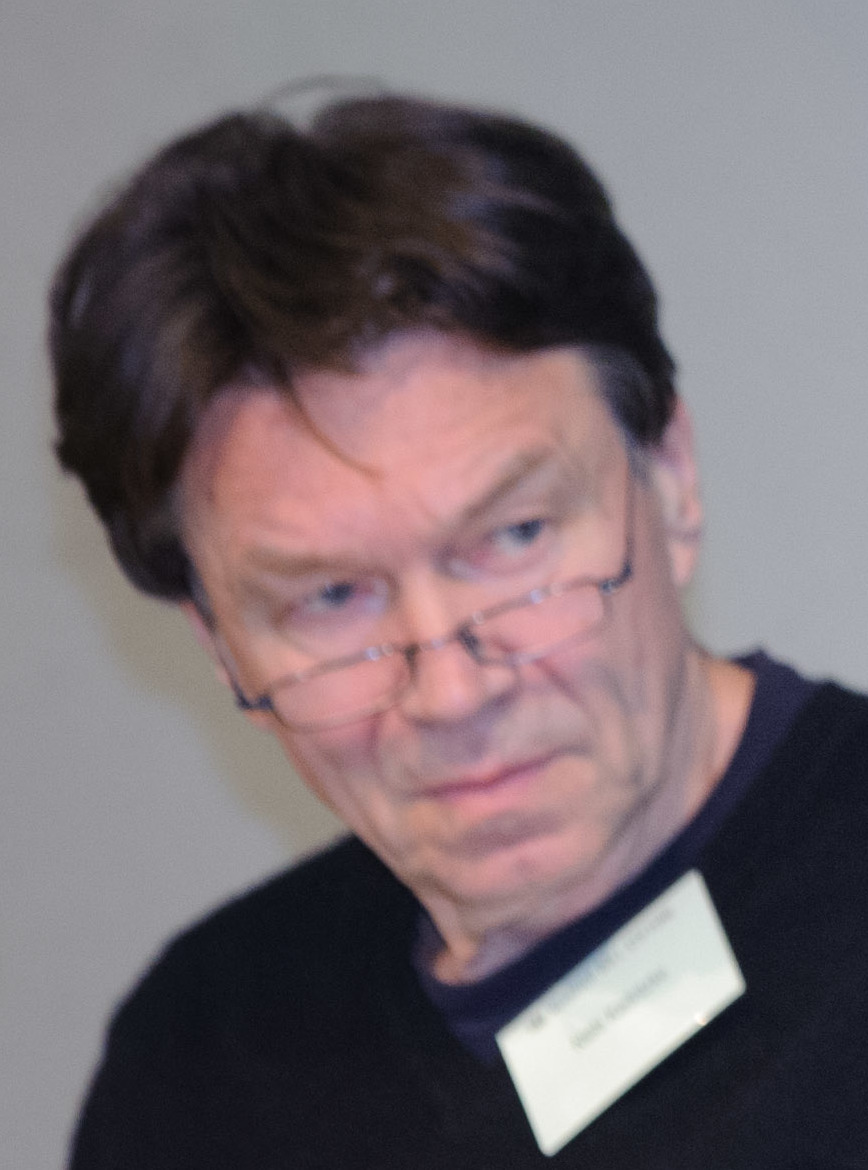
Niels Kadritzke, 2012

Niels Kadritzke (* 21. März 1943 in Rosenberg/Westpreußen) ist ein deutscher Journalist, Politologe und Autor. Er befasst sich besonders mit dem Nahen Osten und Südosteuropa.
Kadritzke war Ressortleiter Ausland bei der Wochenpost und Dozent an der Freien Universität Berlin. Er ist Redakteur der deutschen Ausgabe von Le Monde diplomatique. Zeitweise wohnt er in Griechenland und berichtet über die Ursachen und sozialen Folgen der dortigen Schuldenkrise.
Niels Kadritzke ist der Zwillingsbruder des verstorbenen Soziologen Ulf Kadritzke.

## Schriften (Auswahl)
- Mit Jens Hager, Hartmut Häußermann und Knut Nevermann: Die Rebellen von Berlin: Studentenpolitik an der Freien Universität: Eine Dokumentation. Kiepenheuer & Witsch, Köln/Berlin, 1967, OCLC 3944481.
- Mit Johannes Agnoli und Bernhard Blanke: Vorwort in: Alfred Sohn-Rethel, Ökonomie und Klassenstruktur des deutschen Faschismus. Suhrkamp, Frankfurt am Main 1973.
- Mit Wolf Wagner: Im Fadenkreuz der NATO. Rotbuch-Verlag, Berlin, 1976, ISBN 978-3-88022-147-5.
- Faschismus und Krise. Campus-Verlag, Frankfurt/Main, New York, 1976, ISBN 978-3-593-32528-6.
- Die Chancen für eine europäische Lösung des Zypern-Konflikts. Internationale Politikanalyse, Abteilung Internationaler Dialog, Friedrich-Ebert-Stiftung, Bonn, 2003, ISBN 978-3-89892-218-0.

## Übersetzungen
- 1984 Tom Bower: Klaus Barbie, the Butcher of Lyons. Michael Joseph, London 1984, ISBN 0-7181-2327-1  als Klaus Barbie. Lyon, Augsburg, La Paz. Karriere eines Gestapo-Chefs., Rotbuch Verlag; Berlin 1984, ISBN 3-88022-295-9.